# Chlorospatha
Chlorospatha é um género botânico da família das aráceas.

## Espécies
- Chlorospatha atropurpurea
- Chlorospatha castula
- Chlorospatha gentryi
- Chlorospatha ilensis
- Chlorospatha longipoda
- Chlorospatha mirabilis